# Jan Cremer
Jan Cremer, född 20 april 1940 i Enschede i Overijssel, död 19 juni 2024, var en nederländsk författare och konstnär. Han var särskilt känd för debutromanen Ik Jan Cremer som utkom 1964.